# Уравновешивание паровоза
Уравновешивание паровоза применяется для снижения инерционных сил, вызванных движением частей паровой машины и вращением движущих колёс. При отсутствии уравновешивания горизонтальные силы инерции по мере увеличения скорости локомотива создают сопротивление движению, которое может превышать силу тяги машины; вертикальные силы инерции создают значительные колебания нагрузки от оси на рельс, что может привести к повреждению пути. Полные силы инерции движущего механизма могут достигать нескольких десятков тонн.
Уравновешивание паровоза в свою очередь помогает значительно снизить данные инерционные силы, что снижает вредное воздействие на путь, уменьшает износ конструкции самого локомотива, а также позволяет повысить конструкционную скорость.

## Влияние инерционных сил
Части паровозной машины по характеру движения делят на три основные категории:
- Вращающиеся части: части движущего колеса, пальцы, сцепные дышла, контркривошип, эксцентриковая тяга.
- Возвратно-поступательные части: поршень, шток, ползун, маятник.
- Части со сложным движением: шатун, один конец которого совершает вместе с ползуном возвратно-поступательное движение, тогда как другой вместе с колесом — вращательное.

Возвратно-поступательное движение от паровой машины через ползун и шатун передаётся на ведущую колёсную пару, при этом его ускорение имеет неравномерный характер и зависит от таких параметров, как угол поворота кривошипа, угол отклонения шатуна от оси цилиндра и возвышение оси цилиндра над осью колеса. Однако такие ускорения создают и противоположно направленные силы инерции, которые ввиду большой массы движущего механизма могут достигать значительных величин, что может привести к снижению силы тяги и увеличению износа конструкции. Также изменение положений возвратно-поступательных частей машины при работе вызывает изменение их центра масс относительно общего центра тяжести паровоза.

### Горизонтальные силы
Горизонтальные ускорения создают прежде всего подёргивание — направленное вдоль оси пути колебание силы тяги; благодаря силе трения колёс по рельсам, которое в значительной степени гасит это колебание, подёргивание почти не влияет на безопасность движения, включая вероятность разрыва поезда. Однако оно отрицательно сказывается на прочности рамы и соединениях отдельных частей локомотива; к тому же с увеличением скорости движения частота колебаний возрастает, а следовательно износ конструкции усиливается.
У классических двухцилиндровых машин кривошипы на правом и левом колёсах смещены относительно друг друга на угол в 90°, что позволяет устранить проблему прохождения мёртвых точек, но создаёт разницу приложения сил по сторонам. Из-за этого горизонтальные силы инерции на правой и левой сторонах вызывают также виляние — вращательное движение локомотива вокруг вертикальной оси. Расчёты показали, что амплитуда виляния практически не зависит от скорости, но имеет обратную зависимость от колёсной базы паровоза, то есть укорачивание колёсной базы увеличивает виляние. Также увеличению виляния может способствовать колебание воды в паровом котле и наружное расположение цилиндров, при котором расстояние между осями цилиндров больше, чем при внутреннем. Благодаря наличию силы трения колёс по рельсам, склонность паровоза к вилянию значительно снижается, чему также может способствовать наличие возвращающих устройств на тележках; если же тележки без возвращающих устройств, движущие колёсные пары имеют боковые разбеги (для облегчения прохождения кривых пути), а галтели букс и подшипники имеют значительный износ, то виляние может достигать максимальных расчётных величин, которые однако, как правило, не превышают 3—5 мм. Виляние опасно, когда центр тяжести локомотива смещается относительно оси пути, из-за чего отклонение колеса при вилянии в сторону всего на несколько миллиметров оказывается достаточно для набегания гребня колеса на головку рельса и возникновения бокового давления от рельса, а следовательно возникновению опасности всползания гребня на головку рельса или уширения колеи; любой из этих случаев может привести к сходу с рельсов. Также данные боковые колебания увеличивают износ рамы локомотива и его отдельных частей.

### Вертикальные силы
Вертикальные ускорения создаются центробежными ускорениями вращающихся частей и шатуна, а также вертикальной составляющей тягового момента, передаваемого паровой машиной ведущему колесу.
Вертикальные силы инерции могут быть направлены либо вниз, увеличивая нагрузку от оси на рельсы, либо вверх, снижая данную нагрузку; при отсутствии уравновешивания данные силы могут превышать статическую нагрузку в несколько раз. Перегруз движущих осей приводит к необходимости снижать сцепной вес локомотива, а следовательно и силу тяги, либо уменьшать конструкционную скорость. Разгрузка движущих осей, а следовательно и снижение силы сцепления колёс с рельсами, в свою очередь увеличивает склонность паровоза к боксованию, а также может привести с увеличению амплитуд подёргивания и виляния.

## Методы снижения инерционных сил
Силы инерции имеют прямую зависимость от массы движущих частей, поэтому конструкторы стараются по возможности облегчить массу паровозной машины за счёт применения различных решений, например, движущие и сцепные дышла могут иметь штанги двутаврового сечения, которые легче штанг прямоугольного сечения.

### Размещение противовесов
Размещение противовесов на движущих колёсах является самым распространённым способом уравновешивания сил инерции. Идея заключается в том, что на противоположной от кривошипа стороне колеса помещается груз, который должен уравновешивать этот самый кривошип и закреплённые на нём сцепные дышла; это позволяет уравновесить как горизонтальные, так и вертикальные инерционные силы. Сам противовес стараются разместить как можно ближе к внешнему краю, что позволяет снизить его массу; наиболее распространённые формы противовесов: круговой или кольцевой сектор, серп. Ведущее колесо, которое через шатун связано непосредственно с паровой машиной, должно иметь противовес гораздо большей массы, так как последний должен уравновешивать инерционные силы от шатуна, ползуна, штока и поршня. Противовес ведущего колеса может занимать едва ли не половину последнего, поэтому для уменьшения его объёма (особенно актуально при небольшом диаметре колёс) может применяться заливка внутрь свинца; иногда конструкторы снижают его массу путём установки дополнительных противовесов на соседних движущих колёсах.
На паровозах ранних серий с целью удешевления производства колёса на правой и левой стороне выполнялись одинаковыми. Однако в этом случае не уравновешиваются инерционные силы от парораспределительного механизма и ускорения от пара в цилиндрах; к тому же стоит учитывать смещение движущих колёс по обеим сторонам относительно друг друга на угол 90°. Для их уравновешивания на колёсах должны размещаться дополнительные (избыточные) противовесы, угол расположения которых отличается для колёс на правой и левой сторонах. Из российских учёных достаточно плотно этим вопросом занимался А. С. Раевский, разработавший графо-аналитический метод, позже названный в его честь.
Недостатком противовесов является то, что их расчёт ведётся на основе конструкционной скорости локомотива, из-за чего при трогании с места и на малых скоростях наблюдается заметное увеличение виляния; аналогичная картина происходит и в случае превышения конструкционной скорости. Также применение противовесов не позволяет полностью уравновесить паровозную машину, из-за чего вертикальные и горизонтальные перегрузки могут достигать нескольких тонн. Для специфичных случаев, когда требуется избежать большого перегруза, могут применяться избыточные противовесы увеличенной массы, которые позволяют уменьшить перегруз за счёт увеличения разгруза; в частности, так было применено на советском паровозе ФД20.

### Многоцилиндровые паровозы
Применение на паровозе трёхцилиндровой машины, у которой оси цилиндров расположены в одной плоскости, а кривошипы относительно друг друга расположены под углом 120°, позволяет получить сумму горизонтальных сил инерции равной нулю. Момент виляния при этом остаётся из-за наружного расположения двух цилиндров, но он меньше по сравнению с двухцилиндровым паровозом такой же мощности из-за меньших размеров цилиндров. Вертикальные силы инерции также ниже, однако установка противовесов для их уравновешивания создаёт неуравновешенные горизонтальные силы инерции, которые вызывают подёргивания локомотива; противовесы для уравновешивания внутренних частей машины размещают поровну на колёсах по обеим сторонам.
В случае, если на паровозе применена трёхцилиндровая машина-компаунд, у которой цилиндр высокого давления расположен внутри, по условиям равномерности выпуска пара, наружные кривошипы цилиндров низкого давления устанавливаются на угол 90°, а внутренний кривошип установлен относительно их на 135°.
В случае с применением четырёхцилиндровой машины, у которой внутренние и наружные кривошипы расположены друг к другу под углом 180°, сумма горизонтальных сил также равна нулю. Снижение массы возвратно-движущих частей позволяет значительно снизить виляние и вертикальные силы инерции, тем самым снижая перегруз статической нагрузки от оси на рельс, что лучше сказывается на содержании пути. Избежать установки избыточных противовесов при этом часто нет возможности из-за необходимости лучше уравновесить моменты виляния, хотя масса избытков и гораздо меньше, чем на двухцилиндровых паровозах аналогичной мощности. При применении машины-компаунд системы де Глена в случае размещения цилиндров низкого давления (большего диаметра) внутри склонность локомотива к вилянию будет меньше, но зато ухудшается подёргивание. Уравновешивание четырёхцилиндровой паровозной машины рассматривают как уравновешивание двух двухцилиндровых, при этом внутренние цилиндры относят к одной машине, а наружные — к другой; кривошипы цилиндров в каждой машине расположены друг к другу на угол 180°.
Многоцилиндровые паровозы показали хорошие динамические свойства; сторонником их применения был и названный выше профессор А. С. Раевский. Однако широкого распространения эти локомотивы не получили из-за сложностей эксплуатации, вызванных затруднённым доступом к внутренним частям при ремонте, а также меньшим ресурсом коленчатых движущих осей.

## Известные происшествия
- 17 (29) октября 1888 года — крушение в Борках (крушение императорского поезда).Произошло то, что я предсказал: поезд вследствие качания товарного паровоза от большой скорости, несвойственной для товарного паровоза, выбил рельс. Товарные паровозы конструируются без расчёта на большую скорость и поэтому, когда товарный паровоз идёт с несоответствующей ему скоростью, он качается; от этого качания был выбит рельс и поезд потерпел крушение.Сергей Витте[23]